# Mari van Warmelo
Mari van Warmelo (19 oktober 1866 - 20 september 1963) was een Nederlands acteur en toneelspeler. Hij heeft in totaal 50 jaar op de planken gestaan.
Mari van Warmelo was vier keer getrouwd.

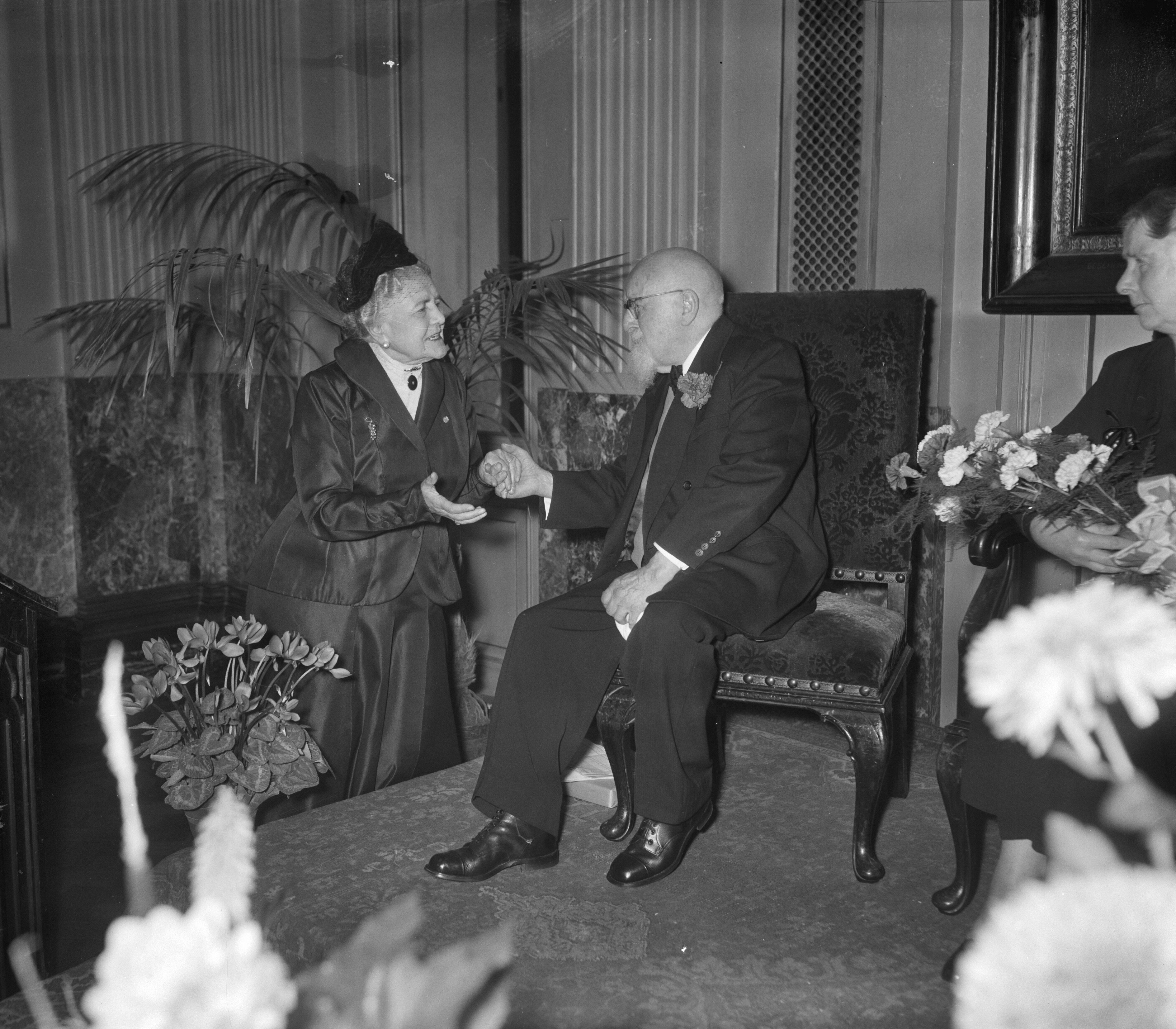
Rika Hopper en Van Warmelo op zijn 90ste verjaardag

## Filmografie
- Gij zult niet dooden (1922)
- Jonge harten (1936)